# Girlstuff/Boystuff
Girlstuff/Boystuff  (Brasil: Aborrecentes / Portugal: Coisas de Miúdas e Miúdos / Rapazes vs Raparigas) é uma série de desenho animado canadense. Ela tem como principal foco os problemas vividos diariamente entre adolescentes comuns, como paixões secretas, provas, disputas e brigas com os os pais. Foi transmitida entre 2002 e 2005 pelo canal YTV. 
O desenho foi ao ar no Brasil pela Cartoon Network entre 2004 e 2005 e posteriormente pela TV Brasil entre 2009 e 2012.

## Personagens
Ben
É muito convencido, às vezes parece um "crianção", pois ele tem algumas manias estranhas desde criança, como super-heróis e desenhos infantis. Adora sair para tentar paquerar garotas bonitas.
Jason
É DJ, é o rapaz mais bonito da turma, e vive sendo paquerado pelas garotas da escola. Gosta de hip-hop, de esportes, principalmente o skate e de grafites de rua.
Simon
É o mais inteligente da turma, adora video-games e filmes de ficção científica.
Hannah
É convencida e vaidosa, gosta de usar roupas chiques, e quer ser admirada e se tornar famosa. Adora ir ao shopping com os amigos para fazer compras.
Reanne
É a inteligente hippie devotada a natureza. Gosta de todo assunto referente à proteção do meio ambiente, e está sempre atualizada de tudo.
Talia
É a irmã mais velha de Jason, e é a mais velha da turma. Gosta de boliche e é apaixonada por Coli, um garoto de sua escola.

## Dubladores
- Adriana Torres - Tália
- Ana Lúcia Menezes - Reanne
- Flávia Saddy - Hannah
- Gustavo Nader - Ben
- Luiz Sérgio Vieira - Simon
- Marcos Souza - Jason
- Locutor: Hélio Ribeiro
- Vozes adicionais: Alexandre Drummond, Alexandre Moreno, Alfredo Martins, Aline Ghezzi, Anderson Coutinho, Andrea Murucci, Angélica Borges, Bernardo Coutinho, Bianca Salgueiro, Bruno Rocha, Caio César, Carla Pompílio, Carlos Comério, Carlos Gesteira, Carlos Seidl, Carmem Sheila, Carol Kapfer, Charles Emmanuel, Christiane Louise, Christiane Monteiro, Christiano Torreão, Cláudia Martins, Cláudio Galvan, Clécio Souto, Dário de Castro, Ednaldo Lucena, Eduardo Dascar, Emília Rey, Erick Bougleux, Érika Menezes, Ettore Zuim, Fabíola Giordiano, Felipe Drummond, Fernanda Baronne, Fernanda Crispim, Francisco Quintiliano, Gabriella Bicalho, Geisa Vidal, Guilene Conte, Guilherme Briggs, Gustavo Pereira, Gutemberg Barros, Hamilton Ricardo, Hélio Ribeiro, Hércules Franco, Iara Riça, Indiane Christine, Ilka Pinheiro, Isaac Schneider, Isis Koschdoski, Izabel Lira, Jane Kelly, Jéssica Marina, João Capelli, Jomeri Pozzoli, Jorge Lucas, Jorge Vasconcelos, José Leonardo, José Luiz Barbeito, José Santa Cruz, José Santanna, Júlio Chaves, Léo Martins, Leonel Abrantes, Lina Mendes, Lina Rossana, Luciano Monteiro, Luisa Palomanes, Luiz Carlos Persy, Mabel Cezar, Maíra Góes, Manolo Rey, Marcelo Coutinho, Marcelo Garcia, Marcelo Sandryni, Márcia Coutinho, Márcia Morelli, Márcio Simões, Marco Ribeiro, Maria Helena Pader, Mariana Torres, Mariângela Cantú, Mário Cardoso, Mário Monjardim, Mário Tupinambá, Marisa Leal, Marize Motta, Marlene Costa, Maurício Berger, Mauro Ramos, Melise Maia, Miguel Rosenberg, Miriam Ficher, Mônica Rossi, Nádia Carvalho, Nair Amorim, Oberdan Júnior, Orlando Drummond, Paulo Bernardo, Paulo Vignolo, Pedro Eugênio, Peterson Adriano, Philippe Maia, Pietro Mário, Priscila Amorim, Rafael Rodrigo, Renato Rosenberg, Reginaldo Primo, Reynaldo Buzzoni, Ricardo Schnetzer, Ronaldo Júlio, Rosane Côrrea, Selma Lopes, Sérgio Cantú, Sérgio Fortuna, Sérgio Muniz, Sérgio Ripper, Sérgio Stern, Silvia Goiabeira, Sylvia Salustti, Teline Carvalho, Thiago Fagundes e Thiago Farias
- Direção de dublagem: Hélio Ribeiro
- Estúdio: Double Sound

## Histórico de transmissão
No Brasil, foi exibida pelo Boomerang e Cartoon Network entre 2004 até 2005, e pela TV Brasil entre 2009 e 2012. Em Portugal, foi exibida pelo canal 2: com o nome de Coisas de Miúdas e Miúdos e, mais tarde, foi exibida pelo canal Panda Biggs, com o nome Rapazes vs Raparigas.